# Луго, Хуан де
Хуан де Луго (исп. Juan de Lugo; 25 ноября 1583, Мадрид, Габсбургская Испания — 20 августа 1660, Рим, Папская область) — испанский куриальный кардинал, иезуит, один из самых выдающихся испанских богословов и экономистов своего времени, был последним представителем известной группы католических мыслителей, связанных с испанским Университетом Саламанки. Камерленго Священной Коллегии кардиналов с 15 января 1657 по 14 января 1658. Кардинал in pectore с 13 июля по 14 декабря 1643. Кардинал-священник с 14 декабря 1643, с титулом церкви Санто-Стефано-аль-Монте-Челио со 2 мая по 17 октября 1644. Кардинал-священник с титулом церкви Санта-Бальбина с 17 октября 1644 по 20 августа 1660.

## Биография

### Семья де Луго
Его отцом был Хуан де Луго, мать — Тереса де Кирога.

### Обучение
Начал читать с трёх лет, в десять лет получил тонзуру; в 14 лет защитил собственный тезис по логике; получил от Филиппа II бенефиций.
Отправленный отцом, чтобы изучить право в Саламанке, де Луго вступил в Орден Иезуитов в 1603 году и обратил своё внимание к богословию. После завершения своих занятий он был назначен профессором философии в Медина-дель-Кампо в 1611 году, а позже — профессором богословия в Вальядолиде, где преподавал в течение пяти лет.
Его теологическая подготовка была такова, что его в 1621 году вызвал в Рим сам Глава Ордена Иезуитов Муцио Виталески (Mutius Vitelleschi) и в июне он уже был в Риме.

### Кардинал
Несмотря на свой успех, де Луго оставался скромным человеком. Он разрешил публикацию своих работ только после прямого приказа своих иезуитских начальников. Де Луго был возведён в кардиналы Папой римским Урбаном VIII в 1643 году, но с условием, что он откажется от тщеславных помыслов. Святой Альфонс Лигурийский называл его самым великим католическим богословом начиная со Святого Фомы Аквинского, а Папа Бенедикт XIV называл его «светом Церкви».

### Благотворительная деятельность
Его великодушие к бедным было настолько большим, несмотря на его скромный доход, что он ежедневно распределял среди них хлеб, деньги, и лекарства. Так Кардинал Хуан де Луго получил поручение от папы Иннокентия X собрать информацию о целебной коре quinquina (хинин — иезуитская кора). Затем её изучил папский придворный лекарь Габриель Фонсека, которого весьма заинтересовали свойства порошка. После этого кардинал де Луго развернул широкую кампанию за применение хинина. В результате лекарство прозвали «иезуитским», или «кардинальским» порошком, люди в Риме какое-то время называли его «порошком де Луго».

### Смерть
Согласно его желанию, он был похоронен возле могилы Святого Игнатия де Лойолы, чтобы «могло остаться сердце его, где и сокровище было его», как сказано в эпитафии.

## Произведения

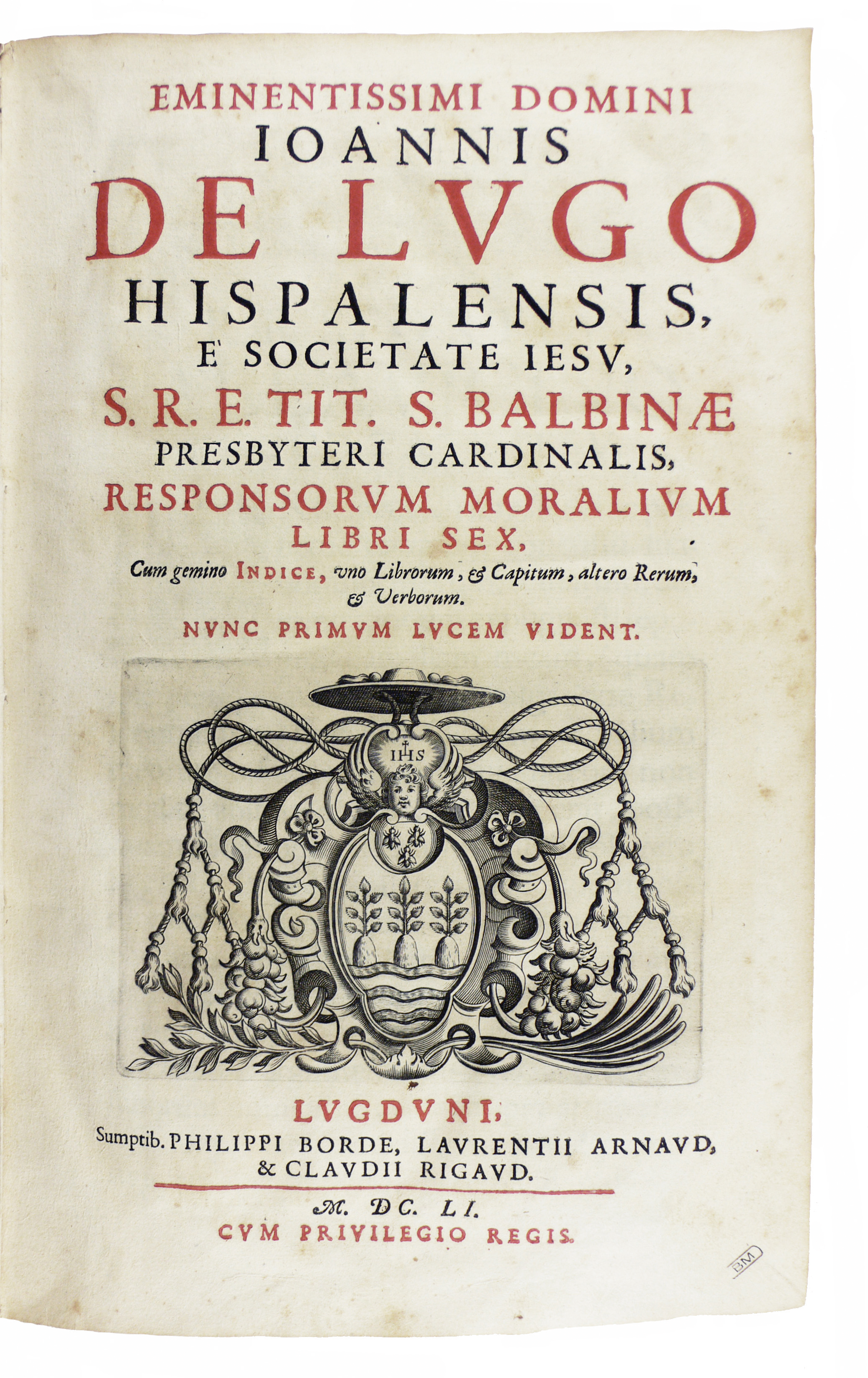
Responsorum moralium, 1651.

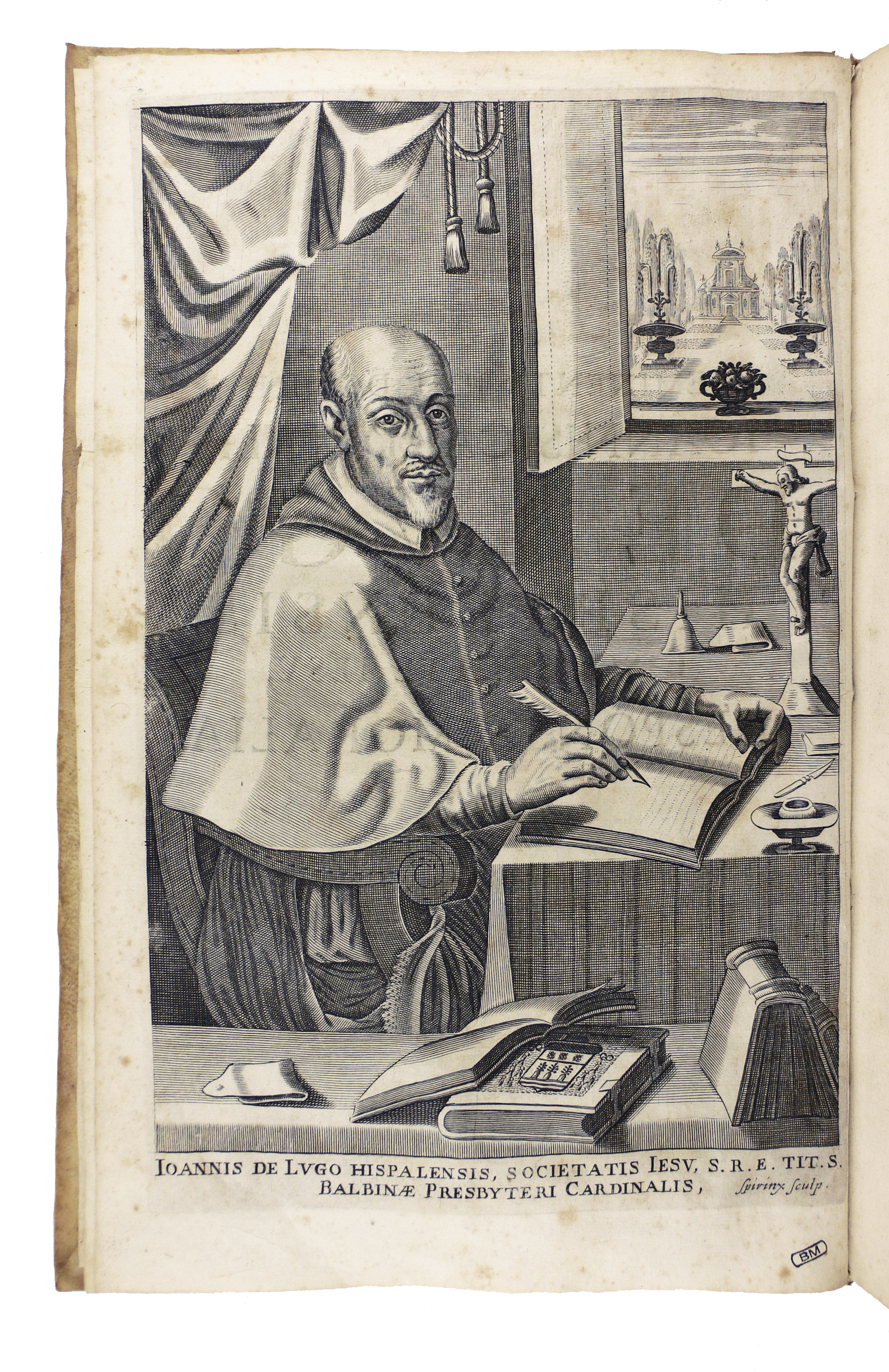
Responsorum moralium, 1651.

Произведения Луго охватывали различные вопросы от физики до права.
- «De Incarnatione Domini» (Лион, 1633),
- «De sacramentis in genere»
- «De Venerabili Eucharistiæ Sacramento et de sacrosancto Missæ sacrificio» (Лион, 1636)
- «De virtuto fidei divinæ» (1646)
- «Responsorum morialum libri sex» (1651),
- «De Deo, de Angelis, deActibus humanis и de Gratia» (Кёльн, 1716) — издано после смерти.

Возможно, его самой известной работой являлась «De justitia et jure» (1642), которая неоднократно издавалась все следующие столетия. Помимо изучения специфических этических вопросов эта работа касается важных экономических вопросов. Он посвятил её Папе Римскому и тот за неё посвятил его в Кардиналы.
Работы по теологии все ещё хранятся в рукописях в библиотеках Мадрида, Саламанки, Карлсруэ, Мехелена, и других:
- «De Anima»,
- «Philosophia»,
- «Logica»,
- «De Trinitate»,
- «De Visione Dei»
- «De frequenti Communione»
- «Memorie del conclave d’Innocenzo X: Riposta al discorso… che gcorone hanno jus d’eschiudere li cardinali del Pontificato»

Полное собрание его сочинений издавалось в семи томах: в 1718, 1751, 1768, 1868—1869 (плюс восьмой том в 1891).

## Экономические теории де Луго

### Цена возможности
Де Луго написал много о природе денег и исследовал понятия альтернативной стоимости, цены возможности (стоимость сделанного выбора; эквивалентна выгоде, которую можно было бы получить в случае принятия наилучшего из отвергнутых вариантов), чтобы объяснить, почему торговцы могли бы прекратить поставлять особый товар, несмотря на существующий на него спрос.

### Теория стоимости
Хуан в особенности интересовался теорией стоимости. Элементом любой рациональной оценки товара, как он предположил, была его полезность. Но, он отметил, это было установлено в соответствии с коллективной субъективной оценкой людей, как благоразумной, так и неблагоразумной. Субъективная общая оценка товара, доказывал де Луго, таким образом отличалась от её объективной пользовательской стоимости. Это усложнялось такими факторами впоследствии, как относительный дефицит рассматриваемого товара и величина спроса. Эти наблюдения заставили де Луго прийти к заключению, что справедливой ценой была рыночная цена.
Никогда не рассматривая себя как экономист, кардинал де Луго создал работы, являвшие собой кульминацию вклада Саламанской школы в теорию свободного рынка. Его исследования служат примером, как серьёзное теологическое исследование человеческого выбора и действия помогло открыть экономические истины.

### Ценность денег
Луго назвал главным фактором, определяющим ценность денег, их полезность для человеческого употребления, которую в свою очередь поставил в зависимость от их редкости, то есть, по сути дела, он вывел ценность денег из их предельной полезности.

### О рабстве
Хуан де Луго в своём «Трактате о справедливости и праве» так охарактеризовал это явление: «Рабство состоит в том, что человек обязуется на всю жизнь работать и служить господину. Раз человек вправе (за некое ожидаемое вознаграждение) предложить все свои услуги хозяину на год, почему он не может таким же образом связать себя на более долгое время или даже на всю жизнь? Вот такое обязательство и будет составлять рабство».